# Thriambus strenna
Thriambus strenna är en insektsart som beskrevs av Van Stalle 1984. Thriambus strenna ingår i släktet Thriambus och familjen sporrstritar. Inga underarter finns listade i Catalogue of Life.